# Klokočov (Havlíčkův Brod)
Klokočov é uma comuna checa localizada na região de Vysočina, distrito de Havlíčkův Brod.